# Pansophic Systems
Pansophic Systems, Inc., o simplemente Pansophic (en griego antiguo, «conocimiento universal»), fue una empresa de software estadounidense activa desde 1969 hasta 1991 y con sede en el área metropolitana de Chicago. Una empresa de software pionera, estuvo entre la primera ola de proveedores de software independientes a fines de la década de 1960. Inicialmente proveedora de código fuente y software de gestión de la información para computadoras centrales de IBM con sus productos estrella Panvalet y Easytrieve, la compañía pronto se inclinó hacia los mercados de minicomputadoras y computadoras personales, suministrando paquetes de aplicaciones para muchos campos diferentes. La empresa fue adquirida y absorbida por Computer Associates en octubre de 1991 por casi $300 millones.

## Historia
Pansophic Systems fue fundada en Oak Brook, Illinois, por Joseph A. Piscopo en 1969. La empresa se inició con cuatro empleados y $ 150,000 de capital inicial obtenido por el tío de Piscopo, Emil Piscopo, y se incorporó inicialmente desde el segundo piso de una tienda. en el suburbio de Chicago de Oak Brook. La empresa fue fundada en medio de los estudios de maestría en administración de empresas de Joe Piscopo; aunque tenía una formación formal como científico informático en su trabajo anterior en Montgomery Ward, Joe se convenció de fundar Pansophic solo después de que su tío Emil lo animara a iniciar su propio negocio en la industria informática. Pansophic estuvo entre la primera ola de proveedores de software independientes a fines de la década de 1960.
El primer producto de Pansophic fue Panvalet, un paquete de software de gestión de código fuente para usuarios de mainframe de IBM que almacenaba código de programa en cinta. La inspiración para Panvalet provino de las propias ansiedades de Piscopo al entregar las tarjetas perforadas fáciles de barajar desde la sede de Montgomery Ward a instituciones externas como NYSE Chicago. Panvalet inicialmente se vendió mal, la compañía solo generó ventas de US $ 28,000 en 1970. Joe Piscopo buscó que Panvalet fuera comprado por completo a una de las grandes empresas de servicios informáticos en el negocio, pero no hubo interesados; en cambio, comenzó a comercializar y vender el producto directamente a las tiendas de desarrollo de procesamiento de datos que usaban mainframes de IBM. En 1973, Panvalet ya estaba siendo bien recibido en el mercado. La compañía eventualmente vio Panvalet instalado en más de 6000 sitios con un valor de alrededor de $ 100 millones en ingresos en 1991.
En sus primeros años, la empresa también se dedicó a redistribuir el software de mainframe de IBM fabricado por otros. Uno de esos productos fue CA-SORT, fabricado por Computer Associates International Ltd, con sede en Suiza, que Pansophic vendió en América del Norte durante un par de años a mediados de la década de 1970 con el nombre de Pansort. (Después de otra transferencia de derechos, CA-SORT se convirtió en un producto fundamental para la empresa estadounidense Computer Associates). Otro producto similar fue Easytrieve, una instancia temprana de un generador de informes, que fue desarrollado por Ribek Corporation pero comercializado y vendido por Pansophic. Easytrieve tuvo bastante éxito en el mundo de los mainframe de IBM, tanto que Pansophic terminaría adquiriendo el producto directamente. Panvalet y Easytrieve proporcionaron los dos grandes éxitos comerciales que impulsaron el crecimiento de Pansophic.
Pansophic se presentó para cotizar en bolsa en 1980. Alrededor de ese tiempo, David J. Eskra, quien había sido contratado el año anterior como vicepresidente de marketing, fue nombrado presidente y director de operaciones de la empresa, y Joe Piscopo permaneció como director ejecutivo. Con la inyección de capital obtenido por la oferta pública inicial, la compañía pronto se embarcó en adquisiciones en un esfuerzo por expandirse aún más. En noviembre de 1984, momento en el que valía $53 millones y tenía 7600 instalaciones, Pansophic adquirió Christensen Systems, Inc., de Quincy, Massachusetts. Christensen había desarrollado TELON, un entorno de desarrollo integrado para software comercial que se ejecuta sobre CICS e IMS de IBM. Con la adquisición de Christensen, Pansophic esperaba consolidar su posición en la clientela de mainframe de IBM, que en ese momento ascendía a entre 8000 y 12 000. A esto le siguió una serie de adquisiciones adicionales en la industria del software, diversificando la empresa desde el software de mainframe únicamente hacia los mercados de minicomputadoras y computadoras personales en campos tan dispares como la ingeniería de software asistida por computadora, la animación por computadora, los gráficos por computadora para diapositivas de presentación y gestión de la cadena de suministro. Solo en noviembre de 1986, Pansophic anunció la adquisición de cuatro grandes proveedores de software: Professional Computer Services de la cercana Oakbrook Terrace, un proveedor de software de gestión de la cadena de suministro (por $19 millón); la división de gráficos por computadora de AVL, Inc., de Tinton Falls, Nueva Jersey, creadores de software de gráficos de diapositivas de presentación para IBM Personal Computer y compatibles (por $ 2.5 millón); Fusion Products de San Rafael, California, creadores de varios software de mainframe (por $7.2 millón); y SPSS Inc. de Chicago—desarrolladores de software de análisis estadístico (por $32 millón). Sin embargo, en enero de 1987, se canceló la adquisición de SPSS.
Joe Piscopo dejó la empresa en 1987 para jubilarse a la edad de 42 años, momento en el que su patrimonio neto era de $20 millones. Eskra fue nombrado como su sucesor. El intento posterior de Piscopo de dejar el retiro para regresar a Pansophic fue rechazado por Eskra y la junta directiva, lo que provocó la animosidad pública entre Piscopo y Eskra; a principios de 1991, Piscopo vendió sus 360.000 acciones (que representaban 2 porcentaje de participación en la empresa) como gesto de desprecio. La empresa se vio muy afectada por la recesión de principios de la década de 1990, el precio de sus acciones disminuyó de entre $ 18 y $ 20 por acción en 1987 a entre $ 11 y $ 13 en 1991. Pansophic se vio aún más afectado por la migración de los sistemas mainframe hacia grandes implementaciones de computadoras personales en entornos corporativos. En sus últimos años, la empresa aumentó su presupuesto para sus productos de estaciones de trabajo y descontinuó los productos redundantes en su gama de productos de mainframe. Pero para 1990, terminó teniendo una pérdida de más de $14 millones, frente a ingresos de $230 millones.
En septiembre de 1991, Computer Associates de Garden City, Nueva York, anunció la adquisición de Pansophic por casi 300 millones de dólares. La adquisición finalizó el 30 de octubre de 1991. Entre 500 y 600 de los 1600 trabajadores de Pansophic Systems fueron despedidos en diciembre siguiente.
Joe Piscopo falleció el 12 de enero de 2021.

## Otras lecturas
- Haigh, Thomas (3 de mayo de 2002). An Interview with Joseph Piscopo. Charles Babbage Institute.

- Datos: Q118905528